# Chiesa di San Tommaso (Strasburgo)
La chiesa di San Tommaso (in francese: église Saint-Thomas; in tedesco: Thomaskirche), è una chiesa parrocchiale protestante di Strasburgo, dedicata a san Tommaso, tra le più importanti della città dal punto di vista storico culturale e architettonico e la più vasta, dopo la cattedrale. Si trova in rue Martin Luther, sulla Grande Île. È Monumento storico di Francia dal 1862.

## Storia
Un luogo di culto, intitolato a Tommaso, nel sito dell'attuale chiesa, è menzionato dal VI secolo. Nel 693 vi fu sepolto san Fiorenzo, vescovo di Strasburgo.
Intorno all'anno 820, per volontà del vescovo Adeloch, la chiesa viene ricostruita, insieme alla vicina scuola, e dotata di un capitolo, col compito di amministrare i beni devoluti alla parrocchia e farli fruttare.
Chiesa e scuola andarono distrutti in seguito ai danni provocati da un incendio, nel 1007, e nuovamente nel 1144, a causa di un fulmine. La ricostruzione, a partire dalla severa facciata e dal campanile, in stile romanico, iniziò nel 1196. I lavori, interrotti più volte, si conclusero nel 1521, con la costruzione della cappella dei Santi Evangelisti, in stile tardo gotico.
Nel 1524 la chiesa viene assegnata al culto luterano, condizione che conserverà anche dopo l'annessione dell'Alsazia alla Francia cattolica; dal 1681 è la principale chiesa protestante di Strasburgo, dopo la restituzione della cattedrale al culto cattolico. Il pastore Martin Bucer operò a Saint-Thomas nel XVI secolo.

## Descrizione

### Architettura

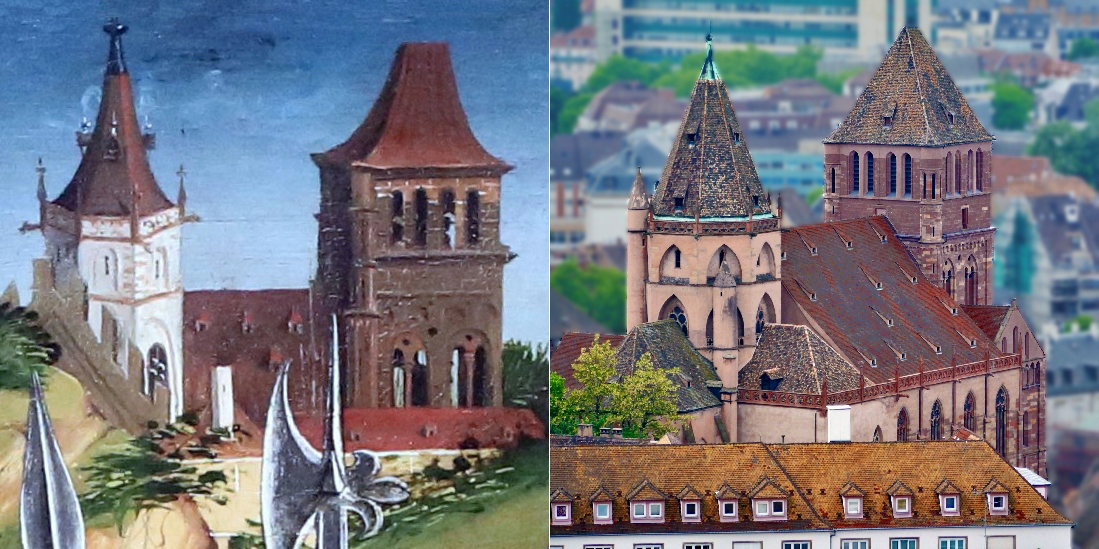
La chiesa nel 1450 e nel 2015

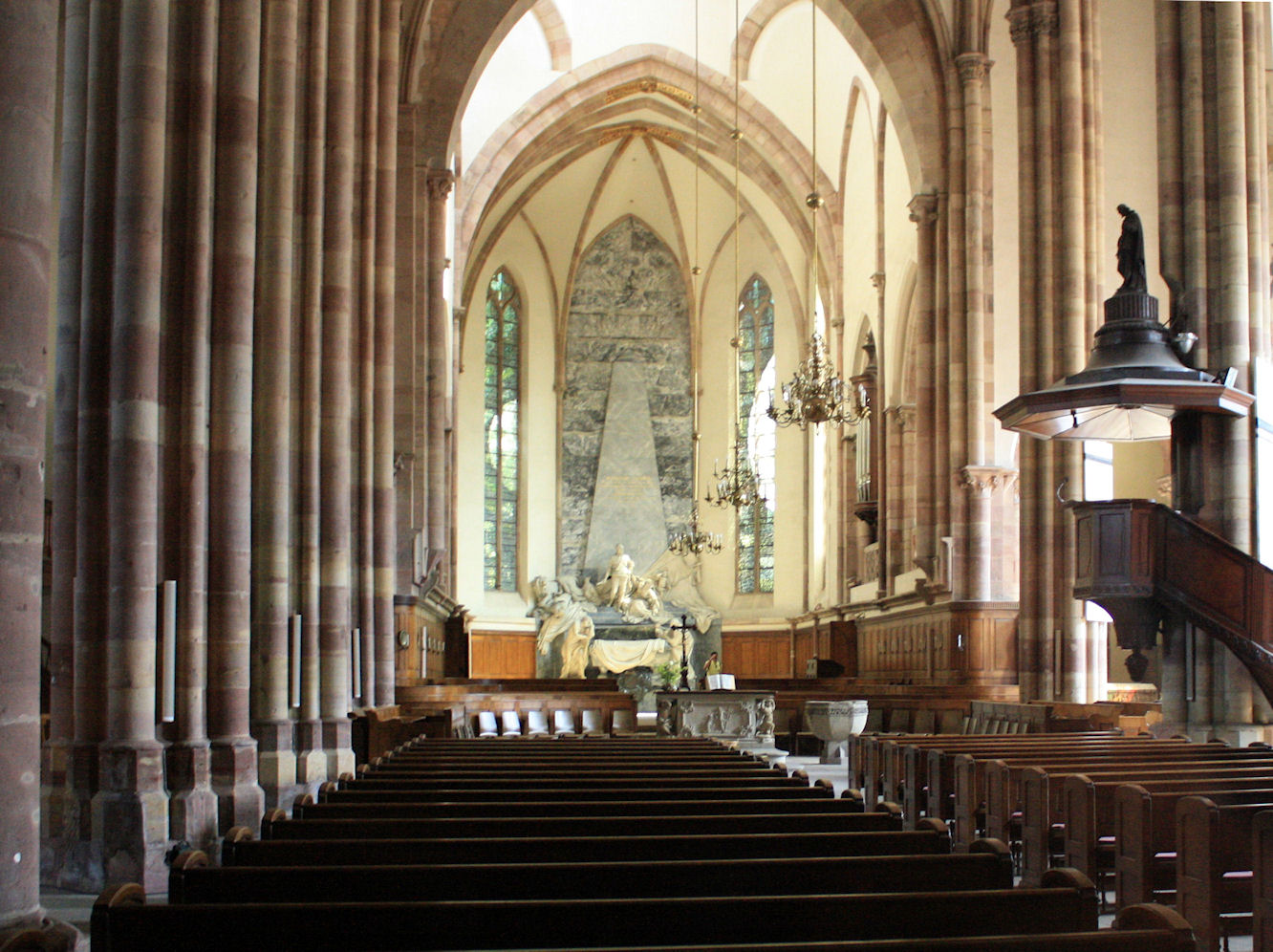
Interno

La chiesa di Saint-Thomas, classificato tra i monumenti storici dal 1862, rappresenta l'unico esempio nella regione di église-halle o hallenkirche, con cinque navate della medesima altezza.
L'edificio è sormontato da due campanili: il primo, quadrangolare, situato in facciata, sopra l'ingresso principale, mentre l'altro, esagonale, si eleva sulla crociera del transetto.
L'interno ospita numerosi monumenti funerari, tra cui si ricordano il sarcofago romanico del vescovo Adeloch, scolpito nel 1130, in pietra arenaria, riccamente decorato e, soprattutto, il mausoleo del maresciallo Maurizio di Sassonia, opera in stile tardo barocco del 1776; il monumento, collocato nel fondo dell'abside, venne concepito dall'autore, lo scultore Jean-Baptiste Pigalle, come una messa in scena teatrale: la morte chiama il maresciallo, che si accinge a discendere nel sepolcro, trattenuto per un braccio da una donna piangente, allegoria della Francia.

### Organi a canne
Sulla cantoria in controfacciata, si trova l'organo a canne della chiesa, costruito nel 1741 dall'organaro tedesco Johann Andreas Silbermann sul quale, nel 1778, ha suonato Wolfgang Amadeus Mozart. Lo strumento, più volte modificato nei secoli XIX e XX, è stato ripristinato nel 1974 dall'organaro tedesco Alfred Kern. Lo strumento, a trasmissione integralmente meccanica sospesa, ha tre tastiere di 61 note ciascuna ed una pedaliera di 27. La consolle originale dell'organo è attualmente scollegata e si trova esposta nella navata destra della chiesa.
Nella navata destra dell'abside, si trova un secondo organo a canne, costruito nel 1905 da Fritz Haerpfer su progetto di Albert Schweitzer. Lo strumento, a trasmissione pneumatica, ha due tastiere di 56 note ciascuna ed una pedaliera di 30 note, ed è completamente espressivo ad eccezione delle canne di facciata (appartenenti al registro Montre 8' del primo manuale) e della prima ottava del registro Bourdon 16' del primo manuale.
Nella cappella di San Biagio vi è un organo positivo realizzato da Kern nel 1975, con quattro registri.

## Galleria d'immagini

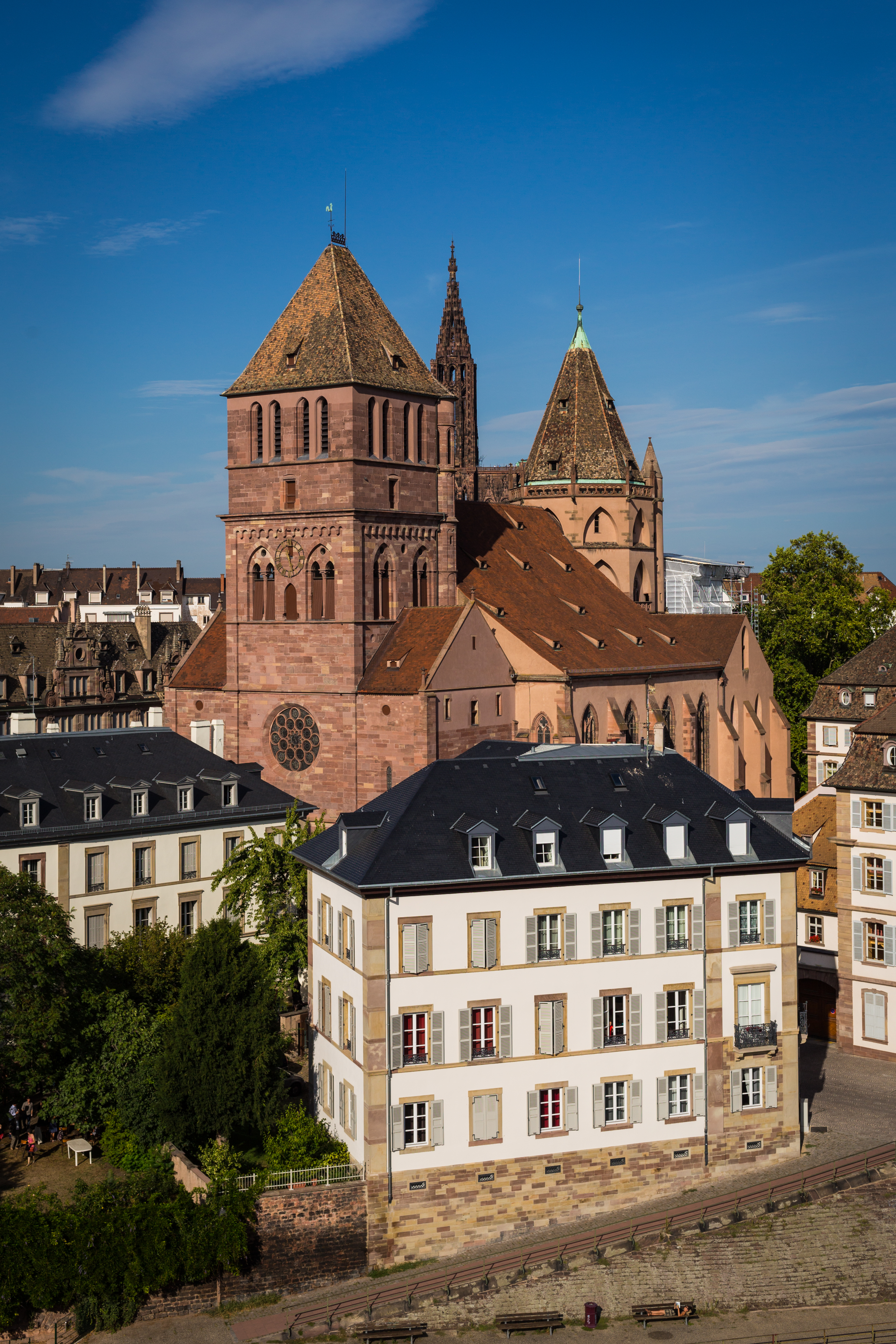
La chiesa di San Tommaso e, sullo sfondo, la Cattedrale
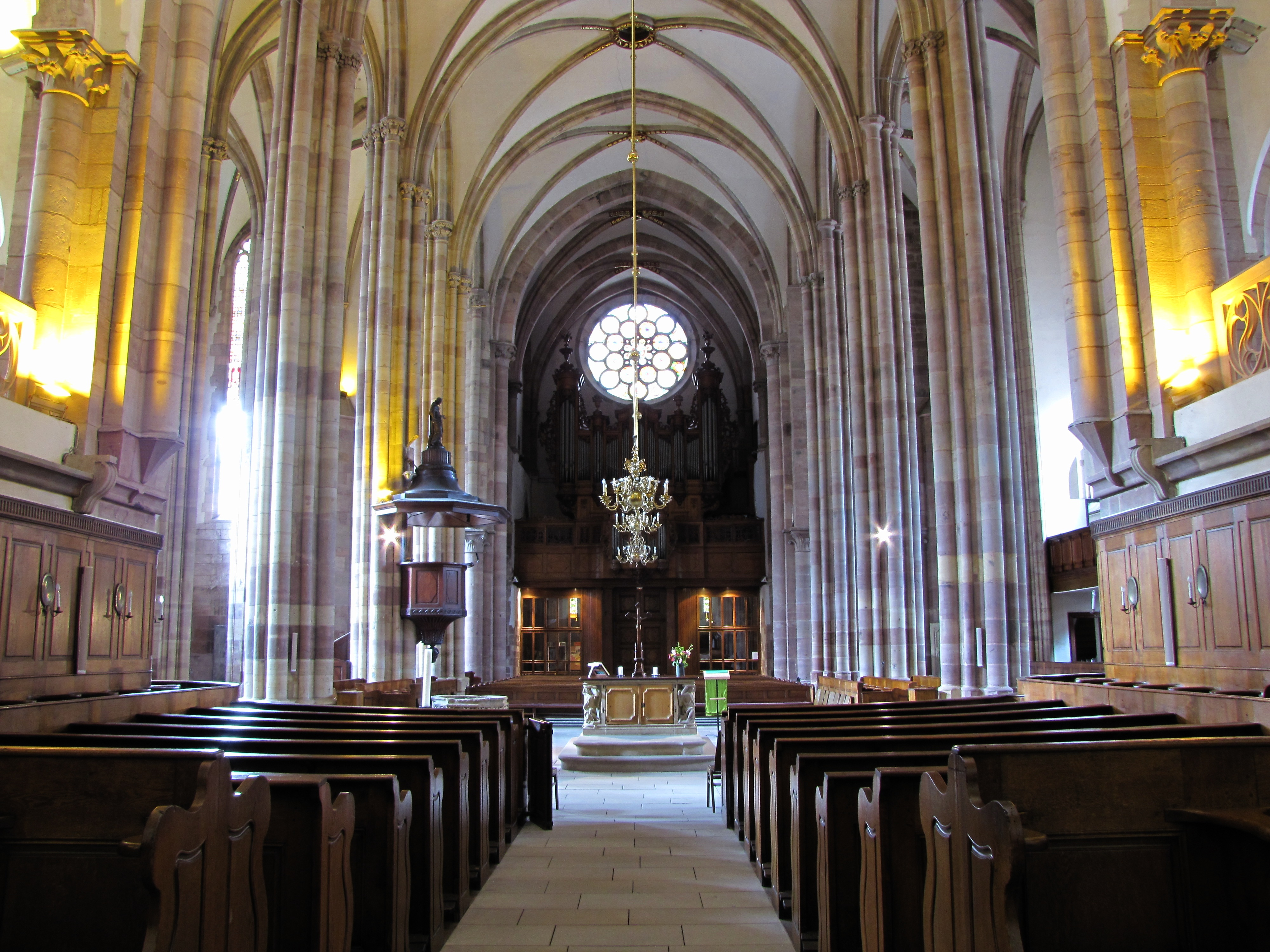
Interno della chiesa verso la controfacciata
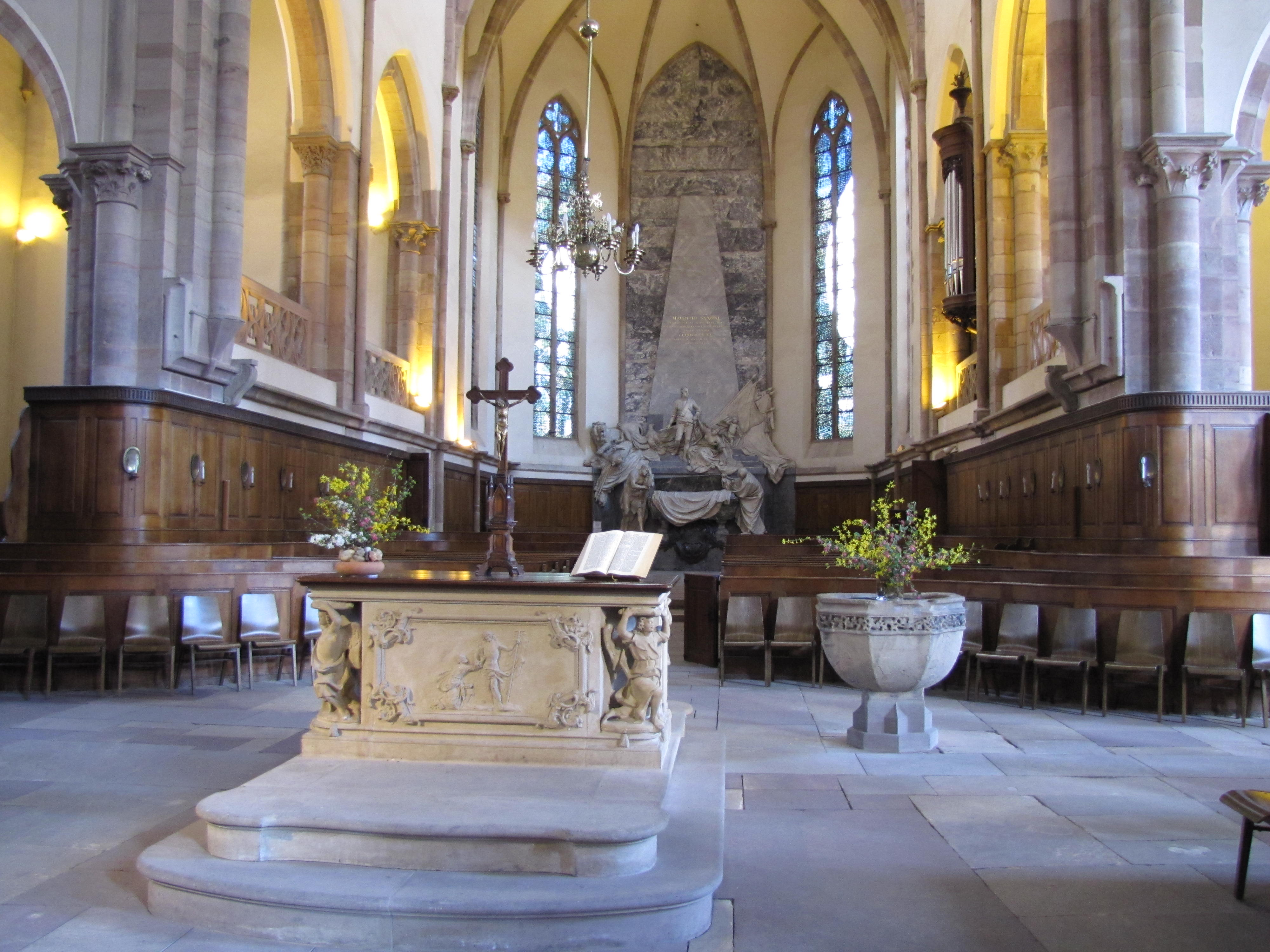
L'altare e il coro con il monumento funebre di Maurizio di Sassonia
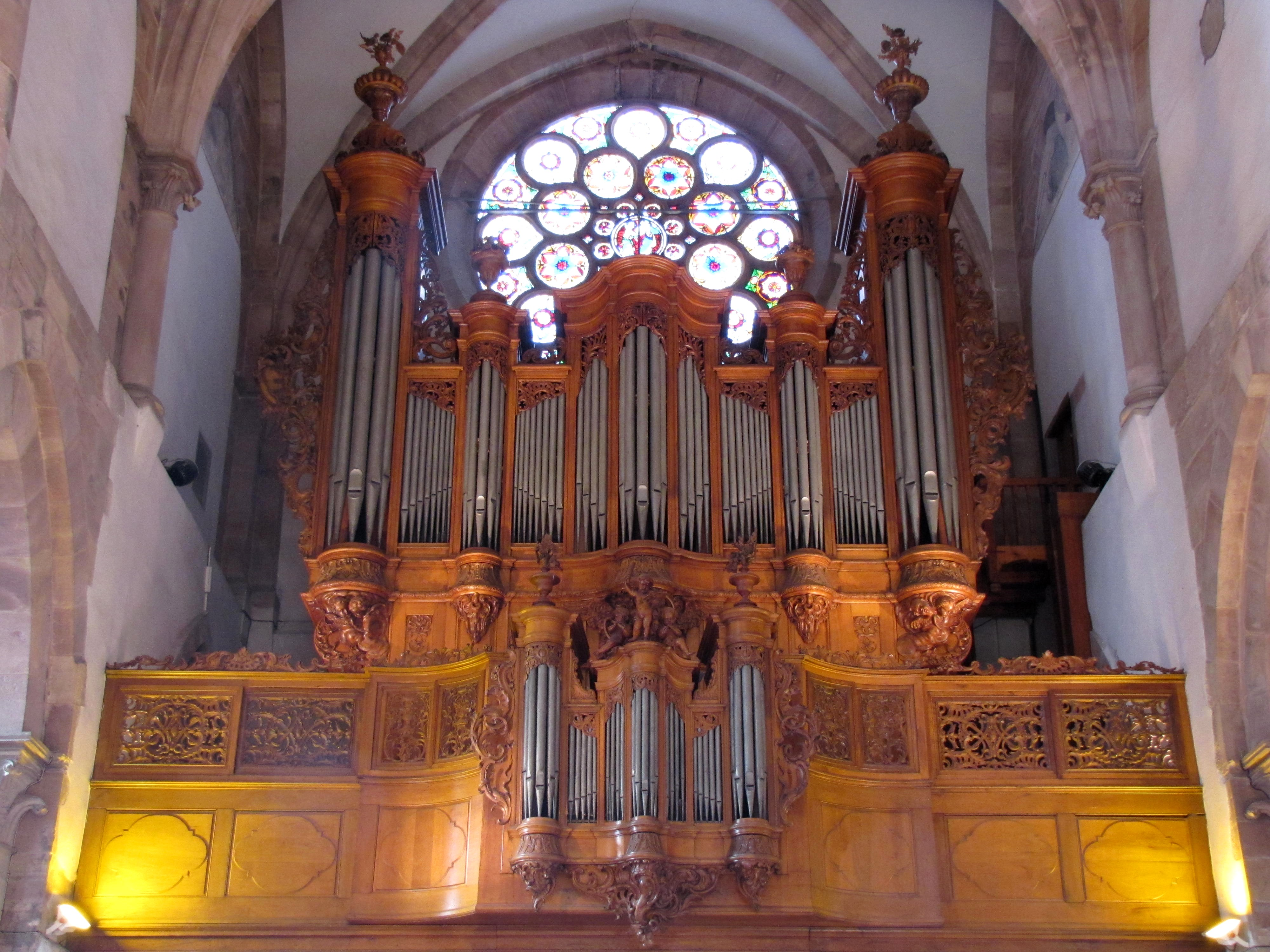
L'organo Silbermann
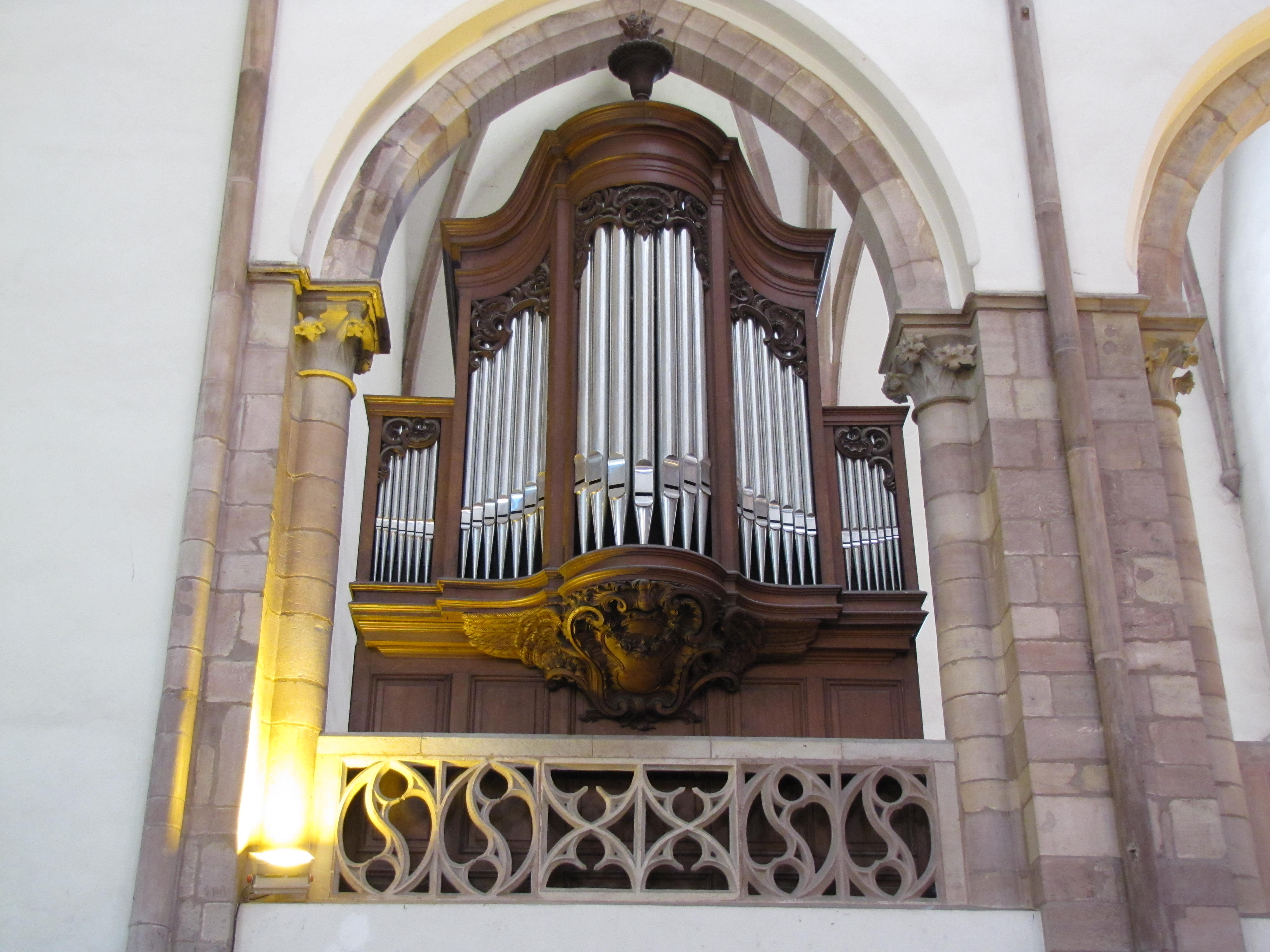
L'organo Haerpfer